# 陶芸樓
陶芸樓（1898年—1964年），書畫篆刻藝術家。本名陶暉，別號芸樓。祖籍浙江省紹興，精通詩、書、畫、印及史學，創作以山水畫為主。1947年，陶芸樓首度來臺旅遊，並於臺北市中山堂舉行書畫篆刻展，時值國共情勢緊張，其即定居臺灣。 他師法古人文人畫，講求氣韻、意境，其以墨色畫山水，畫作佈局淡雅，被譽為「詩、書、畫、印」四絕。

## 生平
陶芸樓畢業於福建師範專科學校，自幼研讀古文經史，兼習書畫篆刻，早年即於南京、上海、浙江、福建等地舉辦畫展，並獲吳昌碩等名家推崇，其詩文見於北京《雅言詩刊》、南京《中國詩刊》、《國藝月刊》，1947年南京「中國詩刊社」更為其出版《芸樓詩稿》。
陶芸樓來台後定居基隆，並受聘為基隆市政府祕書。1948年加入「瀛社」、「薇閣詩社」，1949年加入「大同吟社」。1950年擔任「基隆市文獻委員會」特約編纂，編修《基隆市志．文物篇》，同年「基隆市美術研究會」成立，陶芸樓並擔任會長一職。1951年其與詩友創辦「臺灣詩壇雜誌社」，1952年擔任中國文化學會委員、教育部美育委員會委員，負責著作審查。1953年於臺灣省文獻委員會（國史館臺灣文獻館前身）擔任編纂，參與《臺灣省通志稿》之修纂。1955年受蔣宋美齡支持，成立「七友畫會」，成員另包括馬壽華、陳方、鄭曼青、張穀年、劉延濤、高逸鴻。1956年加入臺灣省文獻委員會成立之詩社「心社」。1957年編修完成《臺灣省通志稿．勝蹟篇》。1962年更與蔣宋美齡、黃君璧合繪「蘭石圖」。

## 藝術風格
陶芸樓或會於畫上題款中直接道出摹仿的風格來源，或會於畫作上題詩，以呼應畫作內容 ，吳昌碩稱其「筆意浩蕩」、曾熙讚其「氣韻超然，取勢空靈」、黃葆戉評其畫作「用筆高曠閑定，無作家氣，殆平日致力于青藤白陽間，有神會意得之趣」、鄭拙廬論其畫作「件件意趣疏遠，用筆蒼勁，每幅畫仔細欣賞，都有無限恬靜的韻味」，其摹古功力深具文人畫風，山水造境彰顯其嚮往古人田野生活之情懷。